# Pareumelea marginipennis
Pareumelea marginipennis är en fjärilsart som beskrevs av Butler 1879. Pareumelea marginipennis ingår i släktet Pareumelea och familjen mätare. Inga underarter finns listade i Catalogue of Life.